# Diomede Ier Carafa
Pour les articles homonymes, voir Diomède et Carafa.
Pour les autres membres de la famille, voir Famille Carafa.
Diomede Ier Carafa, comte de Maddaloni (Naples, vers 1406 – Naples, 17 mai 1487) est un homme politique et un auteur italien du XVe siècle.

## Biographie
Membre de la famille napolitaine des Carafa, de la branche des Carafa della Stadera, il était le dernier fils d'Antonio Carafa dit Malizia (« l'astucieux »), émissaire de la reine Jeanne II de Naples et partisan des Aragonais à la succession au royaume de Naples, et de Caterina Farafalla. Ayant remarqué chez lui une vivacité d'esprit et une intelligence précoces, Antonio Carafa envoya son cadet Diomede se former à la cour d'Aragon en 1423, auprès du roi Alphonse V, que la reine Jeanne II, sans descendance, avait nommé héritier au trône de Naples. Deux ans plus tôt, c'était Antonio Carafa lui-même qui avait été chargé de proposer à Alphonse V l'héritage de la couronne de Naples en échange d'une aide militaire à la reine Jeanne. À l'occasion de cette mission, il avait noué de forts liens avec les Aragonais. À partir de 1423, le jeune Diomede passa toute son adolescence à la cour aragonaise de Barcelone, apprenant le métier des armes et participant à plusieurs expéditions militaires, notamment contre Marseille et, en 1432, l'île de Djerba.
De retour à Naples, il se retrouva à la tête des affaires familiales après la mort de son père en 1437. Il accrut la fortune et le prestige des Carafa en soutenant énergiquement Alphonse d'Aragon lors de sa conquête du royaume de Naples aux dépens de René d'Anjou en 1442. Diomede alla jusqu'à prendre personnellement part au siège de Naples par les Aragonais, en aidant financièrement le monarque espagnol et en entrant parmi les premiers dans la ville à la tête de sa compagnie d'hommes d'armes à laquelle il avait fait emprunter un aqueduc servant à ravitailler Naples en eau. Très fidèle à la dynastie aragonaise et habile diplomate, il reçut en récompense de son soutien de nombreuses charges de la part du nouveau souverain et de son successeur, Ferdinand Ier de Naples (qui régna à partir de 1458). Lui fut notamment confiée la responsabilité du ravitaillement des armées royales. Il obtint également plusieurs terres et fiefs et fut fait comte de Maddaloni en 1465 puis de Cerreto Sannita en 1483. À la cour, Diomede Carafa fut chargé d'un grand nombre d'ambassades en Italie et à l'étranger ainsi que d'expéditions militaires, notamment en Toscane où il mena une incursion lors du conflit qui opposa le royaume de Naples aux Médicis en 1452.

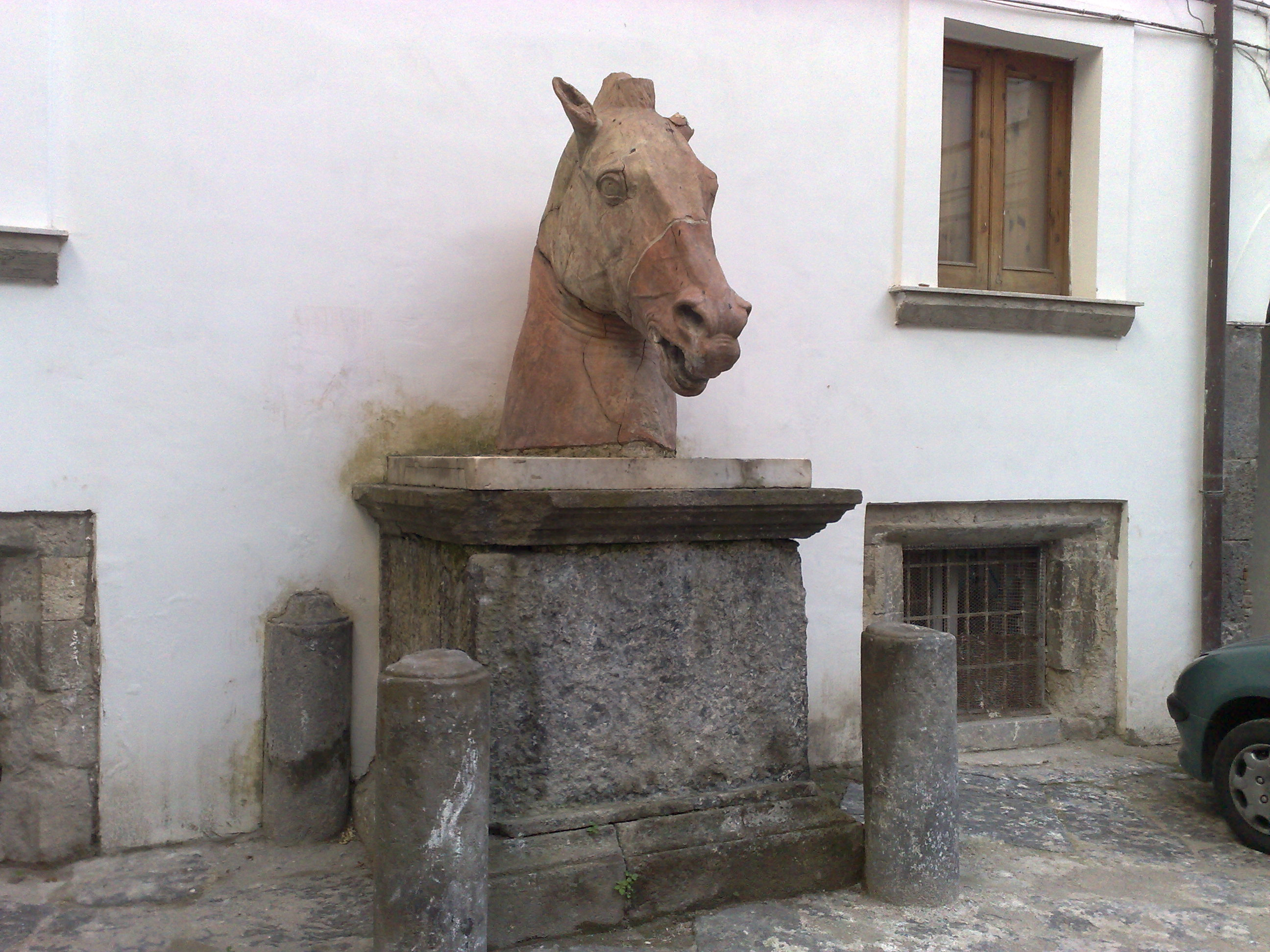
Copie de la tête de cheval de Donatello dans la cour du palais Diomede Carafa.

Homme cultivé évoluant dans une cour raffinée, Diomede Carafa fut un humaniste et un protecteur des arts. Il écrivit huit traités politiques et moraux au cours de sa vie dont le Memoriale sui doveri del principe, rédigé vers 1480 et traduit en latin sous le titre De regis et boni principis officio, qui influença les écrits du principal humaniste napolitain, Giovanni Pontano. Carafa fut nommé précepteur de l'héritier au trône de Ferdinand, le jeune Alphonse, duc de Calabre : son Mémoire sur les devoirs du prince de 1480, traité pratique de morale politique, s'adresse directement à son royal élève. En 1466, Carafa se fit ériger un palais dans le style de la Renaissance toscane mais nourri d'influence locales au cœur de Naples pour exposer l'importante collection d'antiquités romaines qu'il avait réunie. Connu de nos jours comme le palais Diomede Carafa, c'est le principal exemple d'architecture privée du XVe siècle encore existant à Naples. Diomede Carafa fut un ami proche de Laurent le Magnifique, seigneur de Florence et grand humaniste, qui séjourna à Naples en 1465 et lui offrit, en 1471, la fameuse tête de cheval en bronze réalisée par Donatello, connue sous le nom de Protomé Carafa (aujourd'hui conservée au musée archéologique de Naples, auquel elle fut donnée par les descendants de Diomede au début du XIXe siècle).
Preuve des relations intellectuelles que la famille Carafa noue grâce à lui avec les grands humanistes du temps, sa petite-fille Giovanna, fille de son fils aîné Giovanni Tommaso, épousa, en 1491, Jean-François II Pic de la Mirandole, le neveu du plus célèbre Jean Pic de la Mirandole mais qui était comme celui-ci un humaniste réputé dans toute l'Italie.
Diomede Carafa eut vraisemblablement une influence déterminante sur son neveu Oliviero Carafa (1430-1511) qui devint archevêque de Naples en 1458 et se révéla par la suite l'un des plus puissants cardinaux romains à la fin du XVe siècle, succédant à Diomede, dont il partageait le goût pour l'Antiquité, les arts et la culture humaniste, à la tête des affaires familiales.
En 1446, Diomede Carafa épousa Maria Caracciolo Rossi en premières noces, de laquelle il eut deux enfants, puis Sveva Sanseverino, avec laquelle il eut également deux enfants.
La tombe de Diomede Carafa, réalisée par le sculpteur lombard Jacopo della Pila en 1470 et modifiée par Tommaso Malvito à la fin des années 1490, se trouve à Naples, dans la chapelle du Crucifix de l'église San Domenico Maggiore, qui abrite plusieurs tombeaux de la famille Carafa.
Son petit-fils, Gian Pietro Carafa, est devenu pape sous le nom de Paul IV en 1555.